# António Dias de Oliveira (político)
António Dias de Oliveira (Valongo, 23 de junio de 1804 - 22 de abril de 1883) fue un licenciado en derecho, graduado en leyes y político de la izquierda portuguesa durante la Monarquía Constitucional. Entre otras funciones que ejerció, fue diputado y ministro. Entre el 1 de junio de 1837 y el 10 de agosto del mismo año, se desempeñó como presidente del Consejo de Ministros de Portugal (primer ministro) del tercer gobierno del Partido Septembrista de Portugal. Acumuló el cargo de primer ministro con el cargo de Ministro de los negocios del Reino y de Ministro de Justicia.

## Biografía
António Dias de Oliveira nació en Valongo en 23 de junio de 1804, siendo hijo de Manuel Pereira Enes y Ana Dias de Oliveira. Estudió derecho en la Universidad de Coímbra, donde obtuvo el título de bachiller en 1825. Obtuvo las posiciones de juez magistrado de la Corte de Apelaciones de Oporto, de juez-consejero de la Corte Suprema de Justicia y de procurador general del Reino, en 1836.
António Dias de Oliveira fue diputado en los períodos 1834-1836; 1837-1838; 1840-1842; 1851-1852 y 1861-1863. Fue espía al servicio de Silva Carvalho en 1835, con el nombre de "Bernarda Clara". En ese momento, se convirtió en septembrista.
Después de las elecciones de 1836, António Dias de Oliveira se unió al grupo "Ordeiros", derivado de la antigua oposición moderada al régimen chamorro y que no se identificaba ni con los radicales septembristas ni con los cartistas.
Como primer ministro, se enfrentó a la llamada Revuelta de los mariscales, desde el 12 de julio de 1837.
António Dias de Oliveira era miembro de la Masonería.